# Унцер, Иоганна Шарлотта
Иоганна Шарлотта Унцер (правильнее Йоханна; урождённая Циглер; 27 ноября 1725, Галле (Саксония-Анхальт) — 29 января 1782, Альтона) — германская поэтесса и философ
, феминистка и активистка женского образования.

## Биография
Была дочерью органиста и музикдиректора Иоганна Готтлифа Циглера и Анны Елизаветы, урождённой Крюгер. В 1751 году вышла замуж за врача Иоганна Августа Унцера. В том же году опубликовала работу своего авторства «Grundriß einer Weltweisheit für das Frauenzimmer» с предисловием своего дяди Иоганна Готтлиба Крюгера; второе издание этой работы вышло в 1767 году. Иоганна Шарлотта Унцер стремилась иметь как можно больше читателей и содействовать образованию женщин. При жизни она действительно имела множество читателей, но позже была забыта.
Унцер состояла почётным членом Немецких обществ в Хельмштедте и Гёттингене, которые были созданы по образцу Немецкого общества Готтштедта в Лейпциге. В 1753 году она была удостоена почётного звания поэтессы-лауреата и награждена монархом лавровым венком, хотя в то время этот титул уже потерял прежнюю значимость. Прозаическое творчество Унцер представлено популярно написанными работами по философии, пропагандирующими идеи Просвещения.
Работы её авторства: «Versuch in Scherzgedichten»; «Versuche in sittlichen und zärtlichen Gedichten» (1754 и 1766).